# جمهوری دموکراتیک کنگو
جمهوری دموکراتیک کنگو (به فرانسوی: République démocratique du Congo) که به نام‌های کنگوی دموکراتیک یا کنگوی کینشاسا نیز شناخته می‌شود کشوری است واقع در مرکز آفریقا که پایتخت آن کینشاسا است.
جمهوری دموکراتیک کنگو بزرگ‌ترین کشور آفریقای جنوب صحرا و دوّمین کشور بزرگ در آفریقا و یازدهمین کشور بزرگ جهان به‌شمار می‌آید و با جمعیت بیش از ۹۰٬۰۰۰٬۰۰۰ نفر، شانزدهمین کشور پرجمعیت جهان و چهارمین کشور پرجمعیت در آفریقا است و همچنین به‌عنوان پرجمعیت‌ترین کشوری که زبان رسمی آن فرانسوی است، شناخته می‌شود.
جمهوری دمکراتیک کنگو از شمال با سودان جنوبی و آفریقای مرکزی، از شرق با اوگاندا، رواندا، بروندی و تانزانیا از جنوب با آنگولا و زامبیا و از غرب با جمهوری کنگو همسایه است. در غرب این کشور هم ساحل اقیانوس اطلس به طول تنها ۴۰ کیلومتر در کنار دهانه ۹۰۰ کیلومتری رود کنگو واقع است.
این کشور در ۳۰ ژوئن ۱۹۶۰ از بلژیک استقلال یافت. از سال ۱۹۷۱ تا ۱۹۹۷ «زئیر» نام داشت. پیش از آن «کنگوی کینشاسا» و پیش از آن نیز برای تمایز از کنگوی برازاویل، «کنگوی لئوپولدویل» نامیده می‌شد. «کنگوی بلژیک» و «ایالت آزاد کنگو» نام‌های دیگری هستند که در گذشته برای این کشور به کار می‌رفتند.
واحد پول این کشور فرانک کنگو است و در حالی که این کشور از غنی‌ترین کشورهای جهان از نظر منابع طبیعی به‌شمار می‌آید مردم آن از فقیرترین مردم جهان هستند. ۹۶ درصد از مردم این کشور مسیحی هستند و به ۲۵۰ قوم گوناگون سیاه‌پوست تعلق دارند. بیشتر مردم این کشور از اقوام کنگو، لوبا و مونگو هستند.
جنگ دوم کنگو که از سال ۱۹۹۸ آغاز شده و همچنان در جریان است، این کشور را ویران کرد. گاه به این جنگ «جنگ جهانی آفریقا» نیز می‌گویند زیرا ۹ کشور آفریقایی و حدود بیست گروه مسلح در آن شرکت کرده‌اند. به رغم امضای توافق صلح در سال ۲۰۰۳، جنگ همچنان در شرق کشور ادامه دارد. در شرق کنگو شیوع تجاوز به عنف و دیگر خشونت‌های جنسی از همه جهان وخیم‌تر است. در یک دورهٔ ۱۲ ماهه در سال‌های ۲۰۰۶ و ۲۰۰۷ در این کشور به ۴۰۰ هزار زن که بین ۱۵ تا ۴۹ سال سن داشتند، تجاوز شده است. جنگی که در این کشور جریان دارد مرگبارترین درگیری جهان پس از پایان جنگ داخلی چین است و کشته شدن ۵٫۴ میلیون نفر را از سال ۱۹۹۸ در پی داشته است. بیشتر قربانیان از مالاریا، اسهال، ذات‌الریه و سوء تغذیه جان خود را از دست داده‌اند.
کنگو را باید در زمره پرتحول‌ترین اوضاع سیاسی میان کشورهای آفریقایی دانست. طی سال‌های اخیر، دخالت‌های بی‌حد و حصر همسایگان کنگو در امور این کشور منجر به راه‌اندازی جنگ خانمان‌برانداز با جمهوری روآندا شده است که با استقرار نیروهای حافظ صلح سازمان ملل متحد در مرزهای مشترک دو کشور آرامش نسبی برقرار شده است. جنگ داخلی این کشور در سال ۲۰۰۳ به پایان رسید، اما نواحی شرقی آن به علت فعالیت ده‌ها گروه شورشی همچنان بی‌ثبات است. در کنگو از خشونت جنسی همراه با ددمنشی غیرعادی به عنوان یک سلاح جنگی استفاده می‌شود. تجاوز گروهی رواج دارد و گاهی از قنداق تفنگ در این کار استفاده می‌شود.

## تاریخ
این کشور به‌وسیلهٔ یک بلژیکی کشف شد و تا سال ۱۹۶۰ تحت استعمار بلژیک بود.
ناحیه کنگو را تجارت برده چپاول کرد و در ۱۸۸۵ تبدیل به ملک شخصی لئوپولد دوم پادشاه بلژیک گردید؛ ولی در ۱۹۰۸ انزجار بین‌المللی از قساوت رژیم حاکم در «کشور آزاد کنگو» پادشاه را مجبور ساخت تا این ناحیه را به صورت مستعمره بلژیک به صادرکنندهٔ عمده‌ای از مواد معدنی تبدیل کند.
حکومت در تأمین خدمات اجتماعی به ویژه آموزش ابتدایی نسبتاً پیشرفته بود، ولی تقریباً هر گونه فعالیت سیاسی آفریقایی‌ها را محدود کرد. در نتیجه زمانی که بلژیک در ۱۹۶۰ به استعمار کنگو خاتمه داد، این کشور به اندازهٔ کافی آماده نبود. ظرف چند روز بعد از استقلال ارتش شورش کرد و ثروتمندترین ناحیه – کاتانگا، تحت حکومت موسی چومبه – مبادرت به جدایی کرد. کنگو سازمان ملل متحد را دعوت به مداخله کرد، ولی نیروهای این سازمان در غالب آمدن بر تداوم جنگ داخلی فقط تا حدودی موفق شدند. سرهنگ موبوتو دو بار در حکومت مداخله کرد و در ۱۹۶۵ خود را رهبر کشور ساخت. وی که خواهان «اصالت» بود نام کشور را به زئیر و نام خود را به موبوتو سسه سکو تغییر داد. او اقتدار دولت مرکزی را به تدریج اعاده کرد و نظام تک‌حزبی را برقرار ساخت (۱۹۶۷).
حکومت سکو شدیداً مورد انتقاد بین‌المللی قرار گرفت، ولی او پشتیبانی کشورهای غربی را که برای کنگو به صورت منبعی از مواد معدنی راهبردی ارزش قائل بودند، حفظ کرد. در ۱۹۹۰، نارضایتی عمومی موجب کسب برخی اصلاحات شد و – به دنبال لغو قانونی نظام تک حزبی – کنفرانس ملی به منظور ایجاد دموکراسی در زئیر برگزار شد (۱۹۹۱). طی ۱۹۹۲ و ۱۹۹۳ درگیری بین کنفرانس ملی و نخست‌وزیر در یک طرف و رئیس‌جمهور موبوتو در طرف دیگر روی داد. بخش‌هایی از نیروی مسلح ناراضی شدند و نظم و قانون در قسمت‌هایی از کشور به هم ریخت.

## سیاست

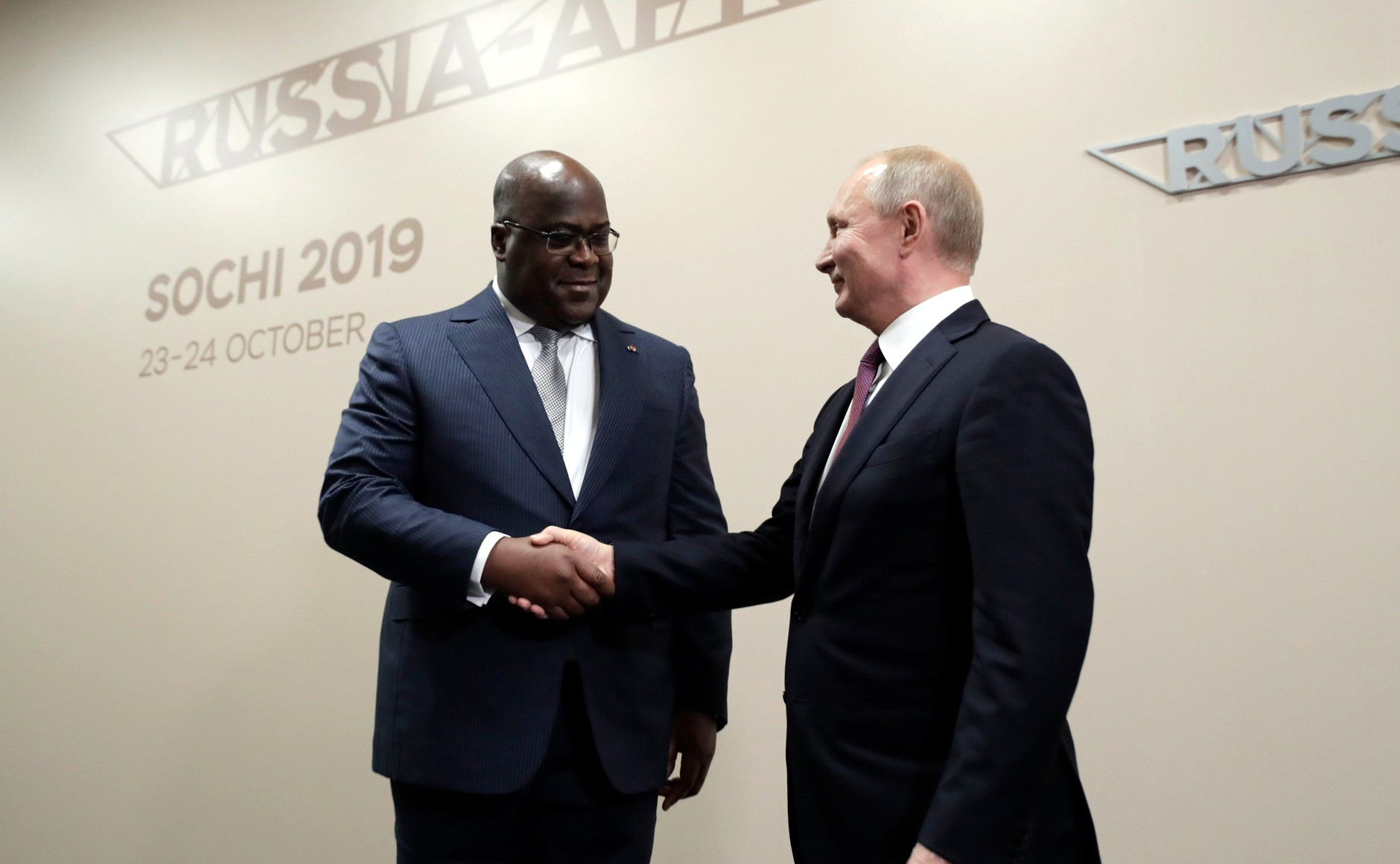
فلیکس تشیسکدی رئیس‌جمهور جمهوری دموکراتیک کنگو و ولادیمیر پوتین رئیس‌جمهور فدراسیون روسیه

نام پاتریس لومومبا، قهرمان ملی کنگو با مبارزات استقلال‌طلبانه این کشور عجین است. اما سال‌های بعد حکومت دمکراتیک کنگو به دست یکی از دیکتاتورترین افراد یعنی موبوتو سسه سوکو افتاد و در زمان حکومت وی تاراج ذخایر معدنی این کشور آغاز شد.
در سال ۱۹۹۶ با کودتای یک افسر نظامی به نام لوران کابیلا، موبوتو از کشور گریخت و از آن زمان نام زئیر به جمهوری دموکراتیک کنگو تغییر یافت. پس از سرنگونی موبوتو خط مشی سوسیالیستی و کمونیستی بیشتری در کنگو به کار گرفته شد
از سال ۱۹۹۶ این کشور درگیر جنگ داخلی شد که تا سال ۲۰۰۲ ادامه یافته و منجر به کشته شدن ۴ میلیون نفر و آوارگی ده‌ها میلیون نفر از مردم کنگو به ویژه در مناطق شرقی آن شد.
در سال ۲۰۰۲ لوران کابیلا در حالی که مشغول مذاکره در دفتر کار خود بود، توسط یک ستوان نظامی از محافظین خود به نام رشیدی کاسریکا ترور شد و پسر وی به نام ژوزف کابیلا از تمام سران شورشی خواست تا از جنگ دست بردارند. هم‌زمان با این تحول و در پی تلاش‌های چند کشور عمده و سازمان‌های بین‌المللی و منطقه‌ای سرانجام موافقتنامه دریاچه‌های بزرگ در سال ۲۰۰۳ به امضا رسید و جنگ داخلی پایان یافت.
به موجب این موافقتنامه دولت ائتلافی به ریاست جمهوری ژوزف کابیلا و ۴ رهبر عمده شورشی این کشور به عنوان معاون وی تشکیل شد. بر پایه این موافقتنامه دولت با کمک سازمان ملل و دیگر کشورهای کمک‌کننده بایستی تا سال ۲۰۰۶ زمینه برگزاری انتخابات برای تعیین رئیس‌جمهور این کشور را فراهم می‌ساخت.
احزاب جمهوری خلق، دمکراتیک مسیحی، جنبش اتحاد و همبستگی، حرکت پیشتاز ملی، اتحاد برای دمکراسی و پیشرفت اجتماعی و… در جمهوری دمکراتیک کنگو فعالیت سیاسی دارند.

### انتخابات سال ۲۰۰۶
سرانجام در ژوئن ۲۰۰۶ انتخابات ریاست جمهوری و پارلمانی این کشور برگزار شد. ژوزف کابیلا رئیس‌جمهور و ژان پیر بمبا یکی از معاونان وی بیشترین آراء را به‌دست‌آورد و به دور دوم راه یافتند. اما در همان زمان اعلام نتایج دور اول در ۲۱ اوت، کینشاسا پایتخت این کشور صحنه جنگ خونین ۳ روزه‌ای میان نظامیان دو رقیب دور دوم شد که با پادرمیانی سازمان ملل، اتحادیهٔ اروپا و دیگر بازیگران عمده منطقه‌ای پایان یافت.
دور دوم انتخابات در ۲۹ اکتبر ۲۰۰۶ برگزار گردید و با توجه به ائتلاف برخی از احزاب در پارلمان با یکدیگر به نفع کابیلا و رأی ۴۴ درصدی او در دور اول انتخابات، وی توانست بر رقیب نیرومند خود چیره گردد و از ماه دسامبر ۲۰۰۶ رسماً به عنوان رئیس‌جمهور این کشور برگزیده شود.

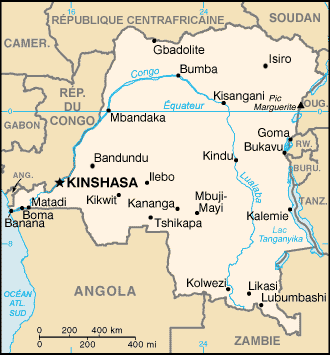

## جغرافیا
کنگو با وسعتی برابر با ۲٬۳۴۵٬۴۰۹ کیلومتر مربع در زمره بزرگ‌ترین کشورهای جهان قرار دارد.
این کشور از سوی شمال با جمهوری آفریقای مرکزی و سودان جنوبی هم‌مرز است، از سوی شرق با اوگاندا، رواندا و بوروندی، از جنوب با زامبیا و آنگولا مرز دارد و از سمت غرب به جمهوری کنگو، برون‌بوم کابیندا متعلق به آنگولا و اقیانوس اطلس محدود شده است. دریاچه تانگانیکا در شرق کشور، خاک آن را از تانزانیا جدا می‌کند.
این کشور در موآندا کرانه‌ای ۴۰ کیلومتری در کنار اقیانوس دارد و دهانه ۹ کیلومتری رود کنگو نیز به خلیج گینه می‌ریزد.
بیش از ۶۰٪ مساحت این کشور متشکل است از حوضه آب‌گیری با جنگلهای بارانی استوایی که رود زئیر (کنگو) و شاخه‌هایش در آن جریان دارد. فلات‌ها و رشته‌کوه‌هایی که این آبگیر را احاطه کرده است شامل گرانکوه روِنزوری در شرق است. کنگو سرزمین ناهمواری است و ارتفاعات کمابیش بلند در نقاط مختلف آن به چشم می‌خورد رودهای مهم کنگو، لولابا، لومامی، اوبانگی، کاسای و بلندترین نقطه این کشور قلهٔ نگالیئما، با ۵۱۰۹ متر ارتفاع است. کنگو آب و هوایی مرطوب و استوایی با تغییر اندک فصلی دارد، هر چند از دسامبر تا فوریه شمال کشور خنک‌تر است.
زمین‌های زیر کشت بالغ بر پنج درصد از خاک کنگو و مراتع طبیعی و جنگل نیز بیش از ۳۵ درصد از این کشور را شامل می‌شود.
آلودگی آب‌های سطحی به آلاینده‌های صنعتی و استفاده غیر بهداشتی از آن توسط بومیان و روستانشینان، فرسایش خاک و بارش باران‌های اسیدی و برداشت‌های غیراصولی منابع جنگلی بزرگ‌ترین مشکلات زیست‌محیطی کنگو طی سال‌های اخیر بوده است.

### طبیعت
گوریل‌ها ازجمله حیوانات سرشناس در جمهوری دموکراتیک کنگو هستند، که در معرض انقراض نیز قرار دارند.

## اقتصاد

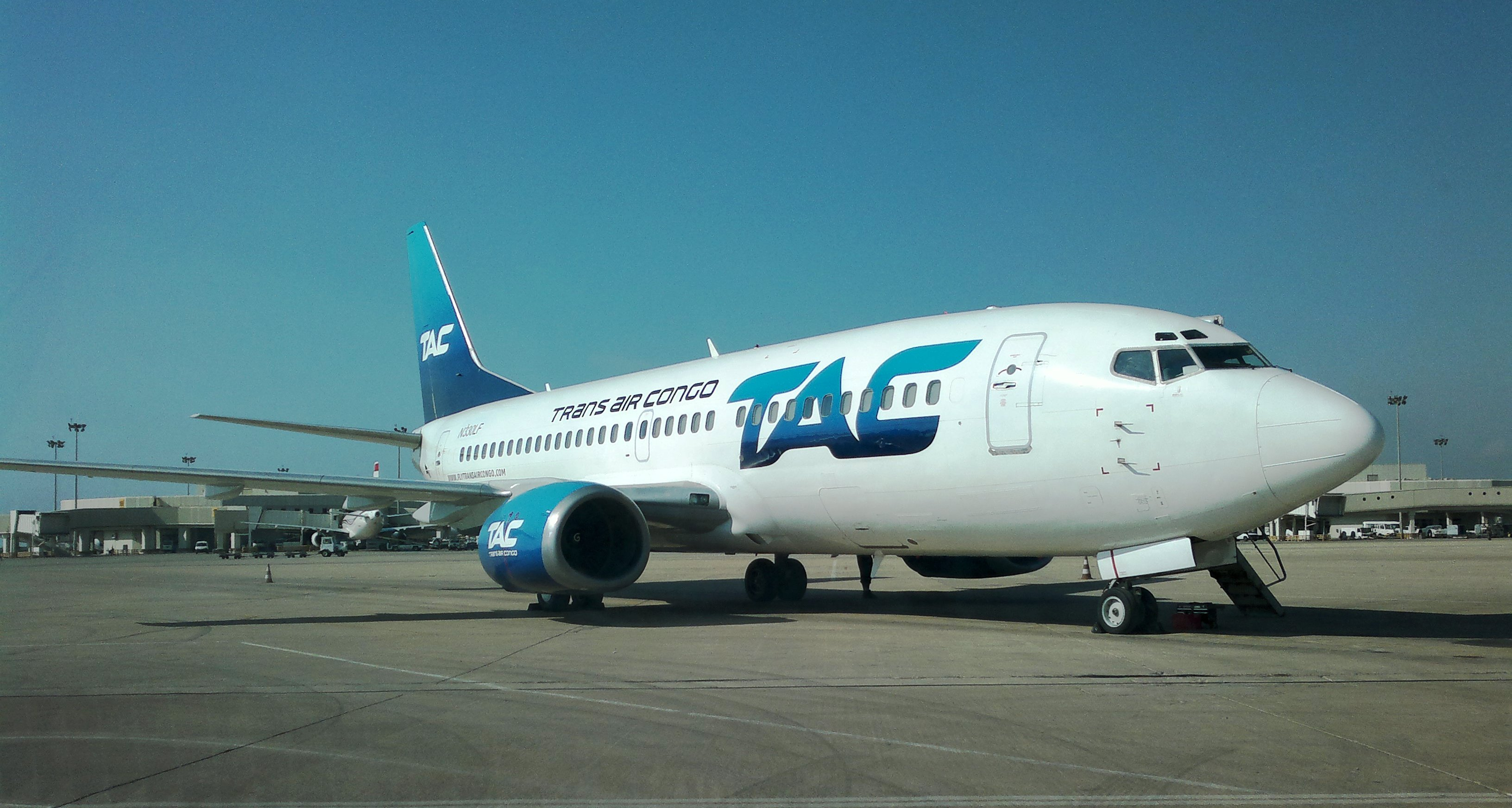
ترنس ایر کنگو یک شرکت هواپیمایی

ارزش منابع معدنی کنگو ۲۴ تریلیون دلار برآورد شده است که برابر با تولید ناخالص داخلی آمریکاست. تصاحب این ثروت غیرعادی زیرزمینی انگیزه اصلی جنگ داخلی این کشور بوده است. این کشور هشتاد درصد ذخایر سنگ‌های کولتان (دو فلز باارزش و شبیه به هم تانتالوم و نیوبیوم) را در خود جای داده است و بزرگ‌ترین تولیدکننده کبالت در دنیا، دومین تولیدکننده بزرگ الماس در دنیا و بزرگ‌ترین تولیدکننده مس در آفریقاست. ضمن اینکه ذخایر قابل توجهی از قلع، روی، طلا و نفت نیز دارد. ذخایر بزرگی از اورانیوم نیز در این کشور قرار دارد و اورانیومی که در پروژه منهتن برای ساخت نخستین بمب‌های اتمی دنیا استفاده شد از اورانیوم‌های کنگویی بودند. جنگل‌های وسیع این کشور نیز بیش از نیمی از ذخایر الوار آفریقای جنوب صحرا را در خود جای داده‌اند.

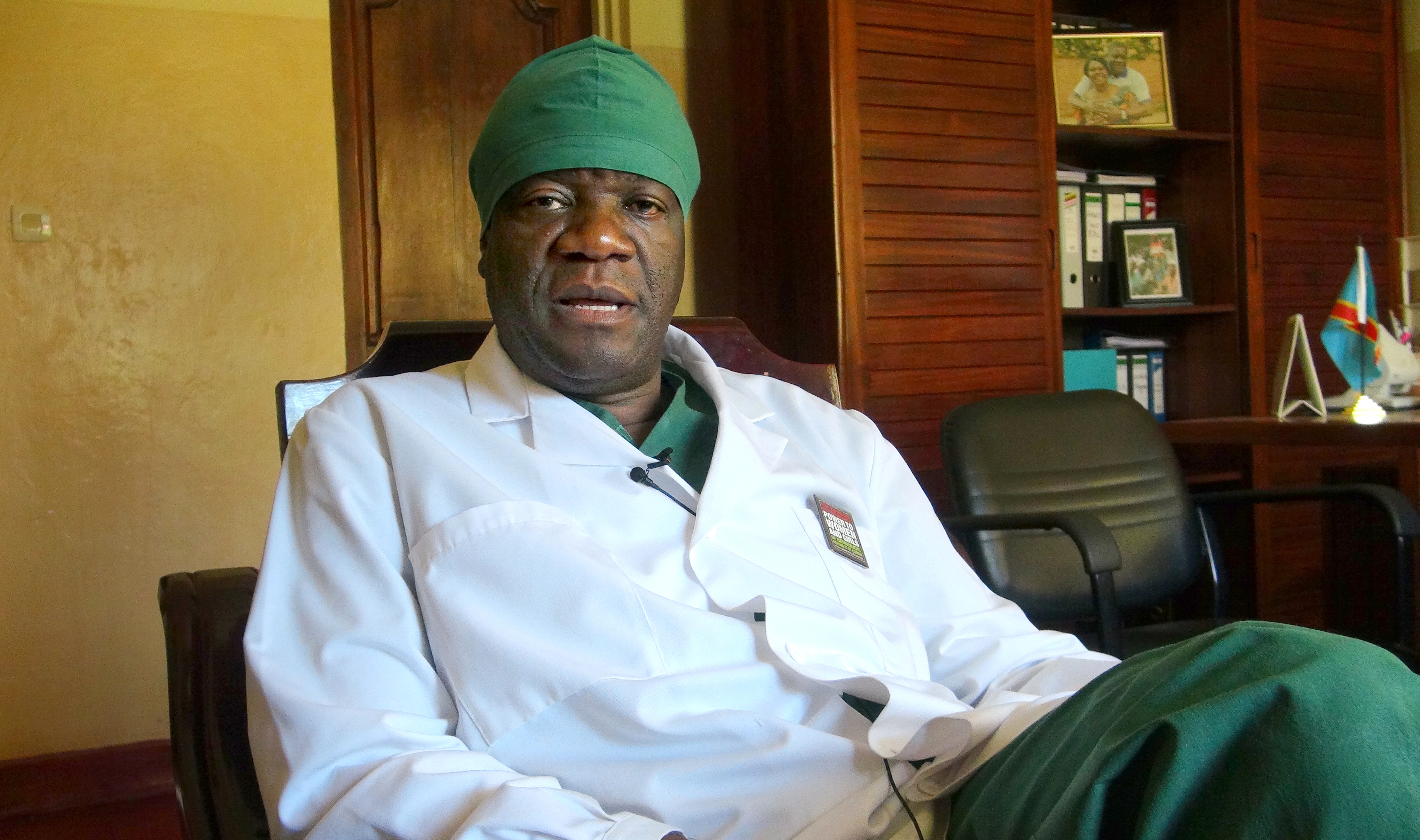
دنیس موک‌وگه پزشک متخصص زنان و فعّال حقوق بشر اهل کنگو

بیش از دو سوم نیروی کار به کشاورزی اشتغال دارد و قهوه، چای، کاکائو، کائوچو و محصولات نخلی از این کشور صادر می‌شود. مواد معدنی نقطه اتکای اقتصاد این کشور است، مس، کبالت، روی و الماس معمولاً حدود ۶۰٪ از صادرات را تشکیل می‌دهد. کنگو دارای تورمی افسارگسیخته و دارای یکی از پایین‌ترین سطوح زندگی در آفریقا است. 

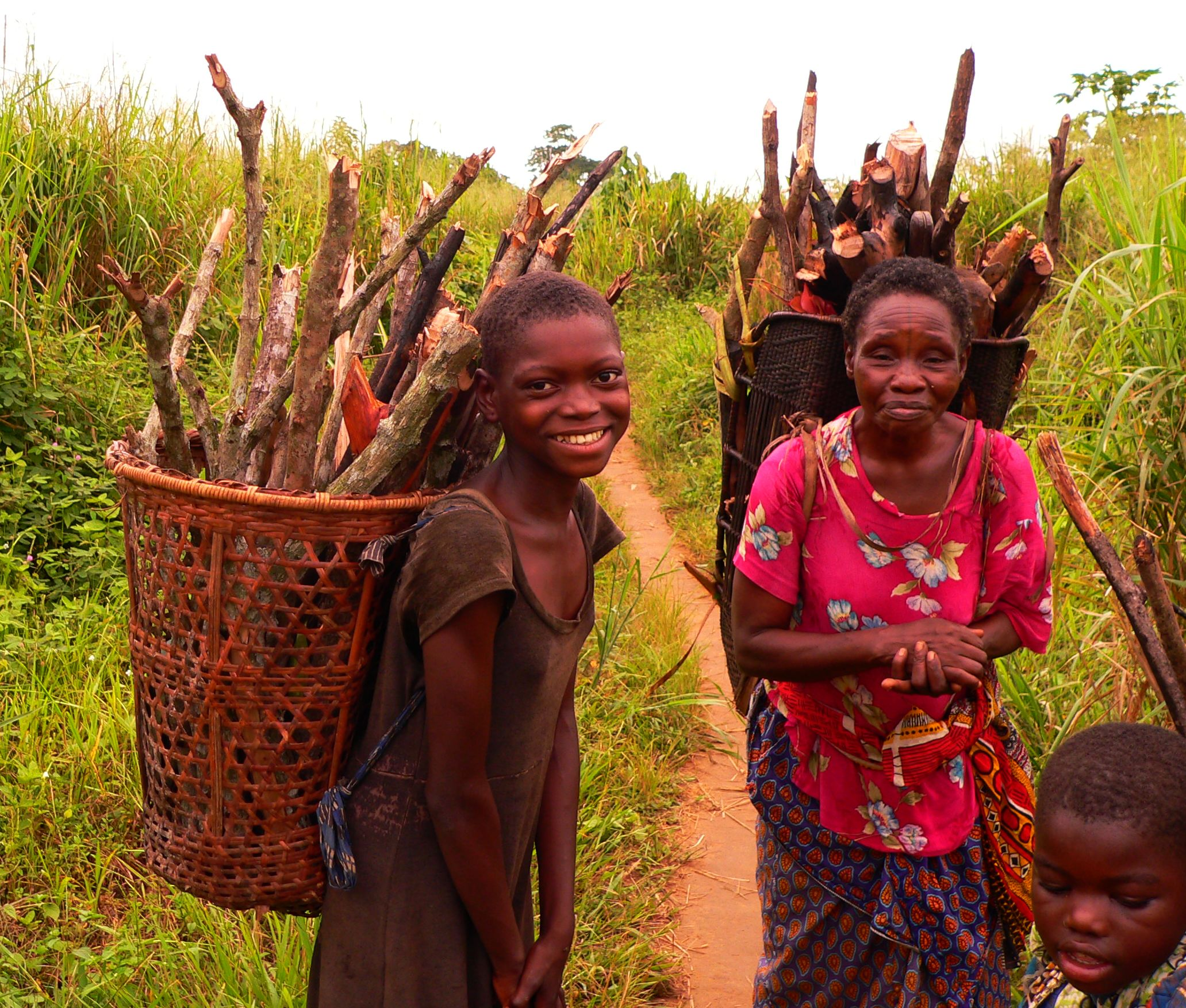
کارگرهای کنگویی که الوار را با سبد حمل می‌کنند.

### بزرگ‌ترین شهرهای جمهوری دموکراتیک کنگو
| شهر         | جمعیت      |
| ----------- | ---------- |
| کینشاسا     | ۱۱٬۱۱۶٬۰۰۰ |
| لوبومباشی   | ۱٬۹۳۶٬۰۰۰  |
| امبوجی مایی | ۱٬۹۱۹٬۰۰۰  |
| کانانگا     | ۱٬۱۱۹٬۰۰۰  |
| کیسانگانی   | ۱٬۰۰۱٬۰۰۰  |
| گوما        | ۱٬۰۰۰٬۰۰۰  |
| بوکاوو      | ۱٬۰۰۰٬۰۰۰  |
| تشی کاپا    | ۶۰۰٬۰۰۰    |
| ماسینا      | ۴۸۵٬۰۰۰    |
| کولوزی      | ۴۵۴٬۰۰۰    |

۴۵٪ از جمعیت در مناطق شهری زندگی می‌کنند.
میانگین سنی ۱۷ سال است. امید به زندگی برای مردان ۶۰ و برای زنان ۶۳/۲ سال است.